# 1926-os Copa América
Az 1926-os Dél-amerikai Válogatottak Bajnoksága a 10. dél-amerikai kontinenstorna volt. Chilében rendezték, és Uruguay nyerte meg.

## Résztvevők
Eredetileg hat csapat vett volna részt a tornán:
| - Argentína - Bolívia - Brazília | - Chile - Paraguay - Uruguay |

Brazília visszalépett. Bolívia először vett részt a dél-amerikai kontinenstornán.

## Eredmények
Az öt válogatott egy csoportban, körmérkőzéses formában mérkőzött meg egymással. A csoport élén végzett csapat nyerte meg a kontinensviadalt.

### Mérkőzések
| 1926. október 12. |

| Chile                                                        | 7–1   | Bolívia     |
| ------------------------------------------------------------ | ----- | ----------- |
| Ramírez 10' Subiabre 14' Arellano 15' 41' 80' 84' Moreno 47' | (4–0) | Aguilar 89' |

| Estadio Sport de Ñuñoa, Santiago de Chile Nézőszám: 12 000 Játékvezető: Norberto Luis Gallieri (argentin) |

| 1926. október 16. |

| Argentína                                        | 5–0   | Bolívia |
| ------------------------------------------------ | ----- | ------- |
| Cherro 9' 19' Sosa 31' Delgado 43' De Miguel 74' | (4–0) |         |

| Estadio Sport de Ñuñoa, Santiago de Chile Nézőszám: 8 000 Játékvezető: Aníbal Tejada (uruguayi) |

| 1926. október 17. |

| Uruguay                           | 3–1   | Chile                   |
| --------------------------------- | ----- | ----------------------- |
| Borjas 22' Castro 32' Scarone 55' | (2–0) | Subiabre 65' (11-esből) |

| Estadio Sport de Ñuñoa, Santiago de Chile Nézőszám: 13 000 Játékvezető: Pedro José Malbrán (chilei) |

| 1926. október 20. |

| Argentína                                                     | 8–0   | Paraguay |
| ------------------------------------------------------------- | ----- | -------- |
| Sosa 11' 32' 59' 87' Cherro 16' Delgado 40' 42' De Miguel 40' | (5–0) |          |

| Estadio Sport de Ñuñoa, Santiago de Chile Nézőszám: 3 000 Játékvezető: Francisco Jiménez (chilei) |

| 1926. október 23. |

| Bolívia     | 1–6   | Paraguay                                               |
| ----------- | ----- | ------------------------------------------------------ |
| C. Soto 78' | (0–3) | C. Ramírez 16' 24' J. Ramírez 45' 58' 63' I. López 88' |

| Estadio Sport de Ñuñoa, Santiago de Chile Nézőszám: 2 000 Játékvezető: Aníbal Tejada (uruguayi) |

| 1926. október 24. |

| Argentína | 0–2   | Uruguay               |
| --------- | ----- | --------------------- |
|           | (0–1) | Borjas 22' Castro 73' |

| Estadio Sport de Ñuñoa, Santiago de Chile Nézőszám: 15 000 Játékvezető: Miguel Barba (paraguayi) |

| 1926. október 28. |

| Uruguay                               | 6–0   | Bolívia |
| ------------------------------------- | ----- | ------- |
| Scarone 9' 12' 28' 39' 81' Romano 67' | (4–0) |         |

| Estadio Sport de Ñuñoa, Santiago de Chile Nézőszám: 8 000 Játékvezető: Juan Pedro Barbera (argentin) |

| 1926. október 31. |

| Chile        | 1–1   | Argentína     |
| ------------ | ----- | ------------- |
| Saavedra 25' | (1–1) | Tarasconi 42' |

| Estadio Sport de Ñuñoa, Santiago de Chile Nézőszám: 8 000 Játékvezető: Miguel Barba (paraguayi) |

| 1926. november 1. |

| Uruguay                                   | 6–1   | Paraguay           |
| ----------------------------------------- | ----- | ------------------ |
| Castro 16' 23' 32' 72' Saldombide 47' 82' | (3–0) | Fleitas Solich 58' |

| Estadio Sport de Ñuñoa, Santiago de Chile Nézőszám: 12 000 Játékvezető: Francisco Jiménez (chilei) |

| 1926. november 3. |

| Chile                                | 5–1   | Paraguay        |
| ------------------------------------ | ----- | --------------- |
| Arellano 21' 64' 71' Ramírez 42' 82' | (2–0) | Vargas Peña 85' |

| Estadio Sport de Ñuñoa, Santiago de Chile Nézőszám: 6 000 Játékvezető: Aníbal Tejada (uruguayi) |

### Végeredmény
A hazai csapat eltérő háttérszínnel kiemelve.
| Helyezés | Nemzet    | M | Gy | D | V | G+ | G– | Gk  | P |
| -------- | --------- | - | -- | - | - | -- | -- | --- | - |
| Arany    | Uruguay   | 4 | 4  | 0 | 0 | 17 | 2  | +15 | 8 |
| Ezüst    | Argentína | 4 | 2  | 1 | 1 | 14 | 3  | +11 | 5 |
| Bronz    | Chile     | 4 | 2  | 1 | 1 | 14 | 6  | +8  | 5 |
| 4.       | Paraguay  | 4 | 1  | 0 | 3 | 8  | 20 | –12 | 2 |
| 5.       | Bolívia   | 4 | 0  | 0 | 4 | 2  | 24 | –22 | 0 |

| Az 1926-os Dél-amerikai Válogatottak Bajnoksága győztese |
| -------------------------------------------------------- |
| URUGUAY 6. cím                                           |

### Gólszerzők
| 7 gólos - David Arellano 6 gólos - Héctor Castro - Héctor Scarone 5 gólos - Gabino Sosa 4 gólos - Manuel Ramírez | 3 gólos - Roberto Cherro - Benjamín Delgado - Pablo Ramírez 2 gólos - Antonio De Miguel - Guillermo Subiabre - Carlos Ramírez - René Borjas - Zoilo Saldombide | 1 gólos - Domingo Tarasconi - Teófilo Aguilar - Carlos Soto - Humberto Moreno - Manuel Fleitas Solich - Ildefonso López - Luis Vargas Peña - Angel Romano |

## Külső hivatkozások
- 1926 South American Championship